# Афонский, Валерий Леонидович
Валерий Леонидович Афонский — советский военный деятель, комбриг.

## Биография
Родился в 1878 году в Нижнем Новгороде, в дворянской семье, конторского служащего.
Окончил Московское коммерческое училище в 1896 г. В том же году поступил вольноопределяющимся в Варшавский пехотный полк. Из полка в 1897 г. был направлен в Киевское пехотное училище, которое окончил в 1900 г. После окончания училища — младший офицер 12-го Астраханского гренадерского полка (1900—1904). Участник Русско-японской войны 1904—1905 гг. В 1906—1916 — младший офицер роты и учебной команды, командир роты и батальона. Участник Первой мировой войны : в составе 3-го Туркестанского пехотного полка воевал на Юго-Западном фронте, в боях семь раз ранен и дважды контужен. Последний чин и должность в старой «царской армии» — капитан, и. д. адъютанта по оперативной части штаба 1-й Туркестанской пехотной дивизии. В декабре 1917 г. демобилизован.
В марте 1918 добровольно вступил в РККА. Участник Гражданской войны. Воевал с немецкими и английскими войсками в составе 6-й армии (РККА), с войсками генералов Деникина и Врангеля — в составе 13-й армии. В годы войны занимал должности: командира роты Вологодского пехотного полка (март — май 1918), заведующего полковой школой (май — июнь 1918), командира батальона (июнь — август 1918) того же полка, командира 1-го Вологодского стрелкового полка (август 1918 — январь 1919). Затем — и. д. инспектора пехоты штаба 6-й армии (январь — июнь 1919), командир 1-й бригады 9-й стрелковой дивизии (июнь — октябрь 1919), 2-й бригады (октябрь 1919 г. — июль 1920 г.) и 7-й бригады (июль — август 1920) 3-й стрелковой дивизии. В августе — сентябре 1920 — начальник 1-й стрелковой дивизии Междуозёрного района. С октября 1920 — командир 1-й бригады той же дивизии. С декабря 1920 — командир кавалерийской бригады 15-й стрелковой дивизии. В боях получил тяжелую контузию.
После Гражданской войны на ответственных должностях в войсках и военно-учебных заведениях РККА. В феврале — марте 1921 — командир кавалерийской группы. С августа 1921 — командир 321-го стрелкового полка 36-й стрелковой дивизии. В том же месяце назначен командиром 107-й бригады той же дивизии. С сентября 1921 — командир 108-й учебно-кадровой бригады той же дивизии. С октября 1921 — командир 35-й отдельной стрелковой бригады Московского военного округа. С июля 1922 — командир 14-й стрелковой дивизии. В 1922—1923 — слушатель Высших академических курсов (ВАК) при Военной академии РККА. С июля 1923 — командир 2-й Туркестанской стрелковой дивизии. С августа того же года — помощник начальника штаба ЧОН Московского военного округа. С декабря 1923 г. — командир 84-й стрелковой дивизии.
С октября 1924 г. — командир 3-й Туркестанской стрелковой дивизии. Участник боевых действий по разгрому басмаческих формирований в Средней Азии. С октября 1926 г. — военный руководитель (военрук) Среднеазиатского коммунистического университета имени В. И. Ленина (г. Ташкент).
С июля 1929 г. — военный руководитель Среднеазиатского государственного университета. С февраля 1930 г. — начальник военной подготовки учащихся гражданских учебных заведений Среднеазиатского военного округа. С октября 1932 г. — руководитель оперативно-тактического цикла Военно-транспортной академии РККА. С февраля 1933 г. — старший руководитель кафедры тактики и боевого управления той же академии.
С января 1937 г. — старший преподаватель тактики той же академии. С марта 1938 г. — старший преподаватель тактики Военно-политической академии имени В. И. Ленина. В октябре 1938 г. откомандирован в распоряжение начальника Центрального архива Красной армии (ЦАКА) на должность научного сотрудника (с оставлением в кадрах РККА).
Арестован 5 апреля 1939 года Военной коллегией Верховного суда СССР по обвинению во вредительстве и участии в военном заговоре. Проходил по групповому делу с другими сотрудниками ЦАКА, обвинявшимися в создании контрреволюционной вредительской террористической организации. Признал себя виновным во вменяемых преступлениях. 14 февраля 1940 года осуждён к ВМН. Приговор приведён в исполнение на следующий день.
Определением Военной коллегии Верховного суда СССР от 18 августа 1956 года реабилитирован.

## Награды
- 1919 — Орден Красного Знамени РСФСР (1919. Знак ордена № 21 284)[2])
- 1925 — нагрудный знак Отличия Таджикской АССР
- 1932 — орден Трудового Красного Знамени Узбекской ССР
- 1938 — Юбилейная медаль «XX лет Рабоче-Крестьянской Красной Армии»